# Peña (apellido)
Peña es un apellido toponímico de origen navarro, proveniente de la Sierra de Peña (Navarra), que se hace castellano y toma solar en el Valle de Mena (Burgos), desde donde se extendió por toda la península. Las primeras referencias de este apellido se remontan al año 750. La familia Peña vivía, originalmente, cerca de un acantilado o terreno rocoso. Los registros indican que el nombre deriva de la palabra "peña" que significa "roca", "peñón" o "acantilado".

## Origen
Debido a su gran antigüedad, es difícil asegurar el solar original del apellido Peña, pero algunos genealogístas lo sitúan en la Merindad de Sangüesa en donde se encuentra el caserío Torre de Peña en las faldas de la sierra del mismo nombre, y además tienen a Oto de la Peña como el fundador y tronco de este linaje, Caballero que auxilió a García Ximénez en sus empresas contra los moros por los años 750.

## Variaciones
Existen dos variantes Peña y De la Peña, y aparece en algunos compuestos en honor a miembros destacados de la familia que dieron lugar a sus propios linajes.
Pero no hay que confundirlo con Peñafiel (castellano), Peñalosa (aragonés), Peñascal (extremeño) o Peñaflor, ni hay que pretender verlo en otros toponímico compuestos con diferente origen como Peña del Moral, Peña del Palacio, Peña de Soller, Peña de Valdivieso, Peña de Velasco, Peña del Cura, Peña de Camos, Peña de la Cruz, Peña de Lomas, Peña de Osorio o Peña de Porres.

## Armas
Las armas principales del apellido Peña son las siguientes: Tronchado, 1º de gules con una estrella de oro, 2º de gules con unas peñas al natural.
Otros de Castilla, traen: En campo de plata, unas peñas al natural, surmontadas de cinco estrellas de oro.

## El apellido en la actualidad
Si bien es cierto que el apellido tiene una raíz plenamente hispánica, también lo es que muchos personajes que así se denominaban tuvieron un papel muy importante lejos de España, participando en la conquista de América. Por todo ello, el apellido ha sido muy extendido, no solo por toda la península, sino también en aquellos lugares donde la influencia española es o fue evidente.

### Estadística
En España, hay 138 412 personas que se apellidan "Peña", 68 287 como primer apellido, 69 020 como segundo y 1105 con ambos. Datos del padrón municipal de 2015.